# O Minotauro
O Minotauro é um livro infantil escrito por Monteiro Lobato e publicado em 1939 e que relata as aventuras dos netos de Dona Benta na Grécia Antiga.
A festa de casamento de Branca de Neve com o Príncipe foi interrompida pelo ataque dos monstros da Fábula. Dona Benta, Pedrinho, Narizinho, Emília e o Visconde conseguiram escapar mas, Tia Nastácia, que estava atarefada preparando mil faisões e andando pelas várias cozinhas do palácio, acabou perdendo-se em meio ao tumulto, e ninguém sabia o que lhe tinha acontecido, só sabiam que era preciso encontrá-la! O pessoal, então, organiza uma expedição de busca, e parte para a Grécia em busca de tia Nastácia. Lá, Dona Benta e os meninos mergulham num mundo novo e desconhecido.

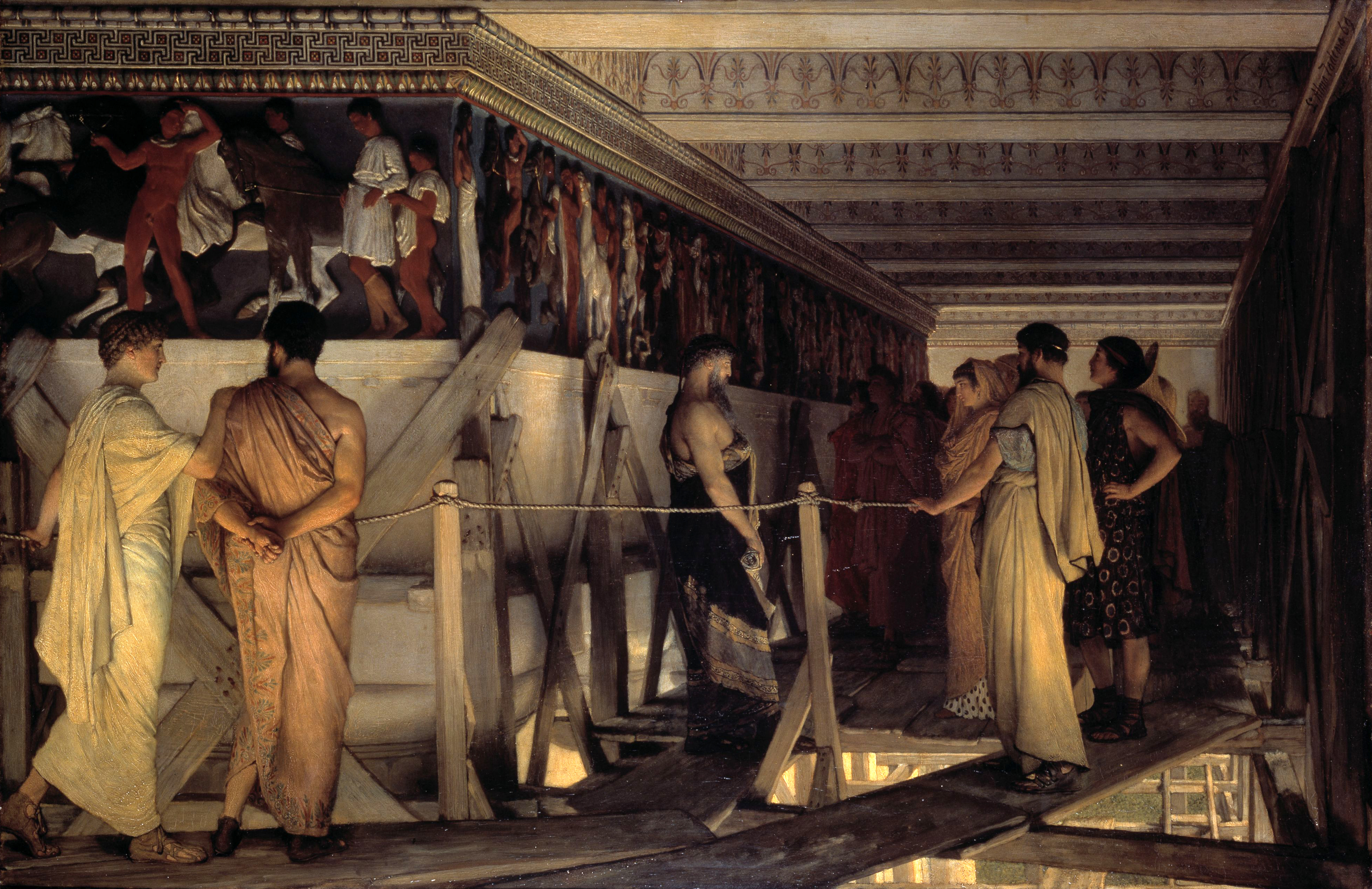
Fídias no Partenon

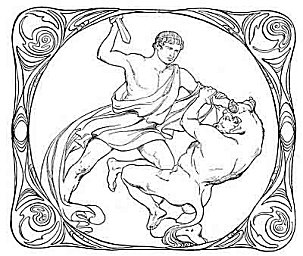
Teseu e o Minotauro

## Capítulos
O livro tem, ao todo, 24 capítulos.
1. Uma aventura puxa outra
2. Rumo à Grécia
3. Desembarque na Grécia de Péricles
4. Em casa de Péricles
5. Discussões em Atenas
6. Fídias nocaute
7. Visita às obras do Partenon
8. A estátua de Palas Atena
9. O pó número dois
10. Nos campos da Tessália
11. O sonho de Pedrinho
12. Em marcha para o Olimpo
13. Em procura de Hércules
14. Dona Benta e Sócrates
15. Batatas e Sócrates
16. A Hidra de Lerna
17. Ninfas, Náiades, Dríades e Sátiros
18. Os narizes de Atenas
19. Os gregos visitam o iate
20. A Esfinge e o Oráculo de Apolo
21. No Labirinto de Creta
22. Sófocles aparece
23. A Panateneia
24. Finis